# Одинківка
Оди́нківка, вірніше Оди́мківка, — сучасний мікрорайон міста Дніпро, колишнє козацьке село, на лівому березі річки Самара при гирлі річки Маячка. Розташований на північному сході Самарського району.
Інші назви — Куличенкове, Одиноківка.

## Межі
Західна та північна межі сучасного мікрорайону — річка Самара та Самарська Затока.

На північному сході — вул. Баштанна, по східній частині якої йде межа не тільки мікрорайону, але й міста; мікрорайон межує із Дніпровським районом.

Південно-східна межа мікрорайону та міста йде від мосту через Маячку на вул. Ак. Корольова вздовж річки.

Південна межа — від Маячки, вздовж вул. Спогадів, до вул. Сержанта Литвищенко. Межує із великим міським районом Нова Ігрень.

Південно-західна межа мікрорайону — від вул. Литвищека, повз клінічно-психіатричну лікарню та вул. Новоміську, до Самари.

## Історія
Село утворилося як запорозький зимівник Прокопа Одимки на східному передмісті містечка Самарь, з яким існував перевіз через Самару. У документах згадується також інший мешканець цього села – Іван Одимченко. Вірогідно, Прокіп Одимко був осадчим села, а Іван Одимченко – один із його нащадків.
Після скасування Січі, у 1776 році в Одинківці отримав рангову дачу статський радник Семічев, який заселяв село осілим і сімейним народом.
На 1782 рік у Одинківці мешкало 166 осіб (у тому числі 95 чоловіків). У 1797 році селом володів секунд-майор, поміщик Василь Опанасович Куліченко. На його прохання сюди була перенесена 1799 року церква Покрова Пресвятої Богородиці з Богородицької фортеці колишнього містечка Самарь.
Станом на 1886 рік у містечку Новоселівської волості Новомосковського повіту Катеринославської губернії мешкало 463 особи, налічувалось 73 дворових господарства, існували православна церква, 2 лісові пристані та лавка.
1903 року тут було 170 дворів і близько 1 тисячі осіб. Біля села був маєток сім'ї Куличенко з 1150 десятинами землі, де розводили робочих коней. На 1910 рік Одинківка мала понад 600 мешканців, православну церкову, лавку і дві пристані.
Церкву було зруйновано у часи комуністичного режиму. 2002 року побудовано на старому фундаменті церкву Усіх Святих у землі руській просяявших. Планується відбудова дев'ятикупольного у форму Віфліємської зірки 54-метрового храму Покрова Пресвятої Богородиці.
1959 року селище Одинківка разом із селищами Карла Маркса (сучасний житловий масив Ігрень) і Червоноарміське (сучасне Рибальське) утворили єдине місто Ігрень. 1977 року Одинківка у складі міста Ігрень включена до Самарського району міста Дніпропетровськ.

## Інфраструктура

### Транспорт
Через Одинківку проходить автошлях Т 0402.

До мікрорайону можна дістатися залізницею до Ксенівки, де потім пересісти на маршрутне таксі, яке прямує бзпосередньо до Одинківки - №№ 6, 22 або 27. Цими маршрутками можна доїхати безпосередньо з Придніпровська та центра (зі Старомостової площі та Успенської площі).

### Сфера послуг
В Одинківці існуює низка побутових, господарських, продуктових об’єктів та підприємств, серед яких працює міні-маркет, що входить до мережі «Велике Пузо», та інші невеликі спеціалізовані магазини та кіоски.

## Освіта та культруа

### Школа
Освітня епоха в Одинківці бере початок з 1904 року, коли було побудовано початкову школу, яка знаходилась на місці, де зараз розташований дитячий будинок (вулиця Спогадів, 14а). А на місці сучасного навчально-виховничого комплексу №110 була лікарня. На жаль, під час війни будівлю було зруйновано. У 1959 році, із заснуванням міста Ігрень, починає відбудовуватися школа на місці колишньої лікарні. У травні того ж року за наказом міського відділу освіти, Одинківській семирічній школі, що була розташована в двох окремих приватних будинках після війни, було присвоєно назву – Восьмирічна школа №110 м. Ігрені.

24 жовтня 2019 року школа святкувала свій 60-річний ювілей. Середня школа №110 — це державна школа повного дня, в якій здійснювалося профільне навчання учнів 10 та 11 класів.

В рамках реформи освіти в 2021 році стало відомо, що школа буде суміщати в собі гімназію, початкову школу та дошкільний підрозділ. Вчитимуться в ній лише 1-9 класи. Найближча школа, в котру можна поступити протягом 5-12 класів та наприкінці отримати диплом про повну загальну середню освіту - НВК №122, що в Ігрені.

### Бібліотека
На розі вулиць Спогадів та Сержанта Литвищенко знаходиться філія міської бібліотеки, де за радянські часи була розташована місцева громадська організація ДТСААФ. У 2010-х бібліотека перетворилася на осередок музичних репетицій. З 2022 року будівля стає дедалі занедбаною.

### Храм
Свято-Покровський козацький храм на березі Самари був споруджений ще в XVI столітті, але початковим місцем його розташування був правий берег річки - в містечку Стара Самарь. До кінця XVIII століття храм вже прийшов в жалюгідний стан: через ветхість він перебував на межі обвалення, дах протікав, стіни і підлоги згнили, і навіть здійснювати богослужіння в ньому було небезпечно. Селяни, які опинилися позбавленими пастирської опіки та участі в богослужінні, благали свого пана, Василя Опанасовича Куліченко, поклопотати про них перед церковною владою, і Куліченко попросив у митрополита дозволу перенести старий храм з правого берега на лівий, в Одинківку. Існують відомості, що перевіз розібраного храму через річку здійснювався по льоду, в зимовий час. Найбільшу цінність з перевезеного представляли іконостас, ікони і 4 невеликих дзвони. Будівництво завершили вже менш, ніж за рік, а 2 червня 1799 року відбулося урочисте освячення храму.

У 1934 році радянська влада закрила храм. Спочатку планували влаштувати в ньому склад, а потім вирішили знищити. Частина майна церкви була врятована парафіянами; деякі ікони збереглися до наших днів.
21 червня 1998 року, в день престольного свята майбутнього храму, відбулася закладка фундаменту церкви всіх Російських святих. У 2002 році будівництво церкви було завершено, і 7 липня її урочсто освятили.

Влітку 2005 року на території приходу був зведений триповерховий навчальний корпус Православного Духовно-Освітнього Центру в ім'я святого апостола Андрія Первозванного.

У жовтні 2005 року почалося будівництво двоповерхового дев'ятикупольного храму на честь Покрова і святителя Алексія. 8 квітня 2006 року, в свято Похвали Пресвятої Богородиці, митрополит Іриней звершив освячення фундаменту церкви і поклав у фундамент храму посудину зі святими мощами. 14 жовтня 2009 року в Свято-Покровському храмі відбулася перша Божественна Літургія.

## Архітектура

### Забудова
Забудова в Одинківці представлена переважно приватними одноповерховими будівлями. Зустрічаються двоповерхові будинки, а триповерхові приватні будівлі та котеджі, які є рідким явищем забудови в мікрорайоні та з’явилися лише у XXI столітті, можна зустріти зазвичай вздовж берега Самари, та частково в садовому товаристві «Ранет», яке розташоване у північно-західній частині Одинківки, також вздовж Самари.

Визначну роль у формуванні архітектурного вигляду мікрорайону зіграв своєрідний рельєф місцевості: русла річок Самари та Маячки; теперішні береги Самарської затоки з її заливами; центральні шляхи.

Житла та вулиці в Одинківці не мають зазвичай чіткого планування. Навіть генеральні плани розвитку міста Дніпро, які масштабно розроблялись починаючи з 1956 року, не включали (і досі не включається навіть у концепцію генерального плану до 2046 року) розвиток забудови та зонування колишнього села, яке було «поглинуто» містом у квітні 1977 року. Згідно з генеральним планом до 2026 року, на мапі Одинківки існують дві проектні території малоповерхової та середньоповерхової забудови (одна з них – на розі вулиць Спогадів та Академіка Корольова), але майже неймовірно, що бодай якісь проекти будуть втілені.

Хоч зараз Одинківка і є північно-східною околицею міста Дніпро, в ній відсутні будь-які торгові, ділові чи культурно-розважальні комплекси та центри, парки та спортивні споруди. Даний «спальний» мікрорайон кардинально відрізняється від інших «спальників» Дніпра, більш розвинутих. На жаль, статус «мікрорайону» Одинківка має лише на папері.

### Вулиці
За посиланням - повний перелік
Азербайджанська

Академіка Корольова

Баштанна

Броньова

Вільногірська

Волошкова

Довженко

Історична

Лебедина

Лелеча

Максима Рильського

Маячка

Містечкова

Новоміська

Одинківська

Орлина

Пристань

Прокопа Одимка

П’ятихатки

Самарська

Сержанта Литвищенко

Соняшникова

Спогадів

Стефаника

Трояндова

Черемхова

### Провулки
За посиланням - повний перелік
Квітневий

Любистковий

Пристань

Ромашковий

### Пам’ятник
Недалеко від храму, яким пишається Одинківка, між вулицями Спогадів та Стефаника, встановлено пам’ятник невідомому солдату.

## Спорт
Філію спортивного клубу по тхеквондо ITF «Фенікс» розташовано в НВК №110.

## Топоніміка
У 1977 році, у зв'язку з утворенням Самарського району, була проведена одна з найбільших топонімічних реформ в історії міста. Справа в тому, що більшість вулиць міст Придніпровськ та Ігрень мали назви, схожі з уже наявними в Дніпропетровську. За радянських часів любили називати вулиці іменами вождів і партз'їздів. У кожному місті і селищі назви не сильно відрізнялися один від одного. Тому в 1977 році більшість топонімів на території Самарського району були замінені.

Головна особливість топонімічної реформи 1977 року полягає в тому, що багато вулиць Самарського району отримали абсолютно оригінальні назви, вільні від ідеологічних нашарувань. Сьогодні вже важко визначити, хто і коли вирішив, а головне — зумів назвати вулиці Ігрені, Одинківки і Рибальського досить незвичайними іменами. Наприклад, в Одинківці вулиця Центральна стала вулицею Спогадів. Цілий «букет» назв з'явився в селищі Одинківка — вулиці Соняшникова, Черемхова, Волошкова, Трояндова; є вулиці Лелеча і Лебедина. Хоча, справедливості заради слід зазначити, що мешканці мікрорайону в масі своїй були проти заміни звичних на той час назв, і згодом важко звикали до нових топонімів, хоч і незвичних.

## Відомі особистості
В поселенні народився:
- Макуха Микола Гаврилович (1909—1944) — український радянський вояк.

## Галерея

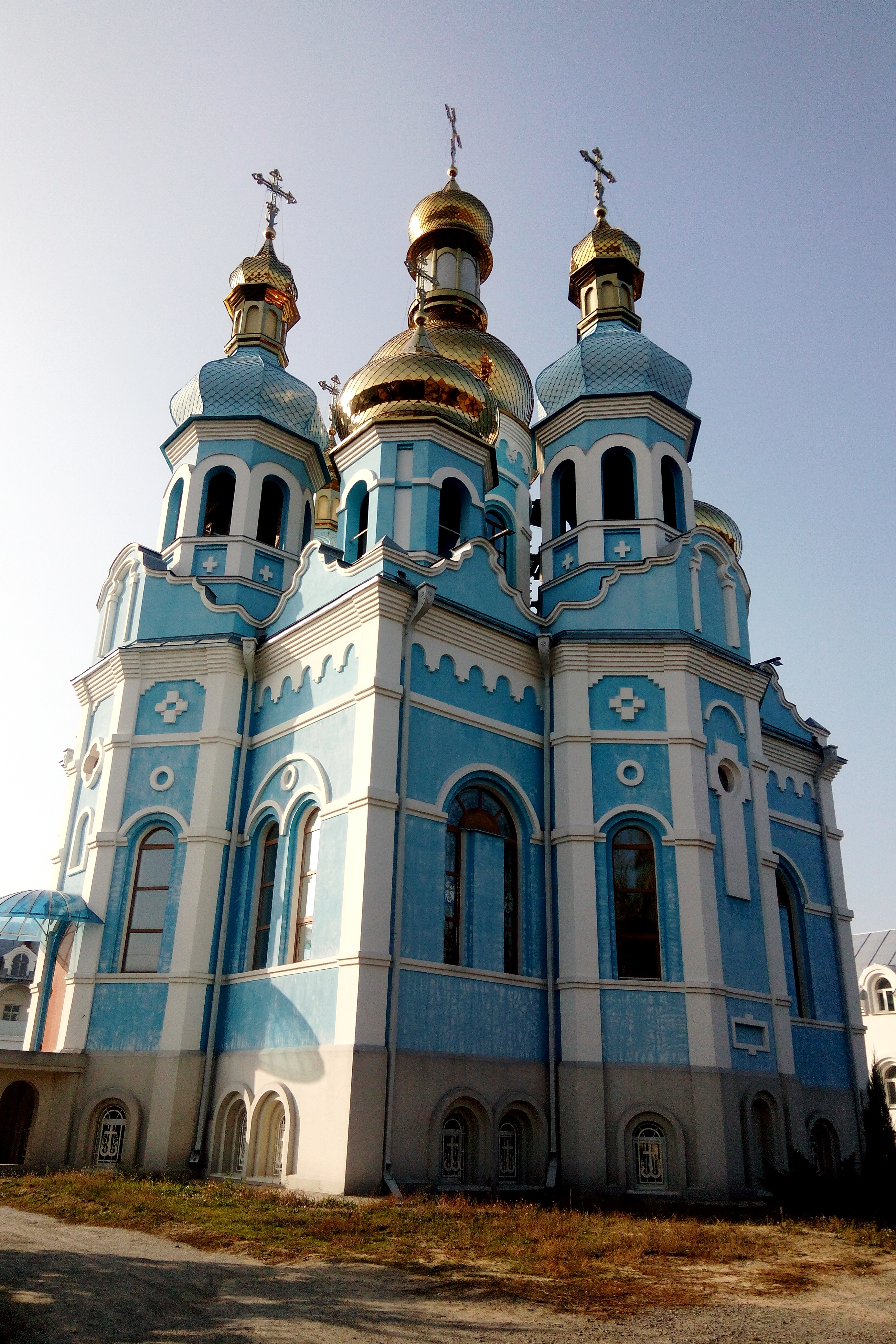
Свято-Покровський козацький храм
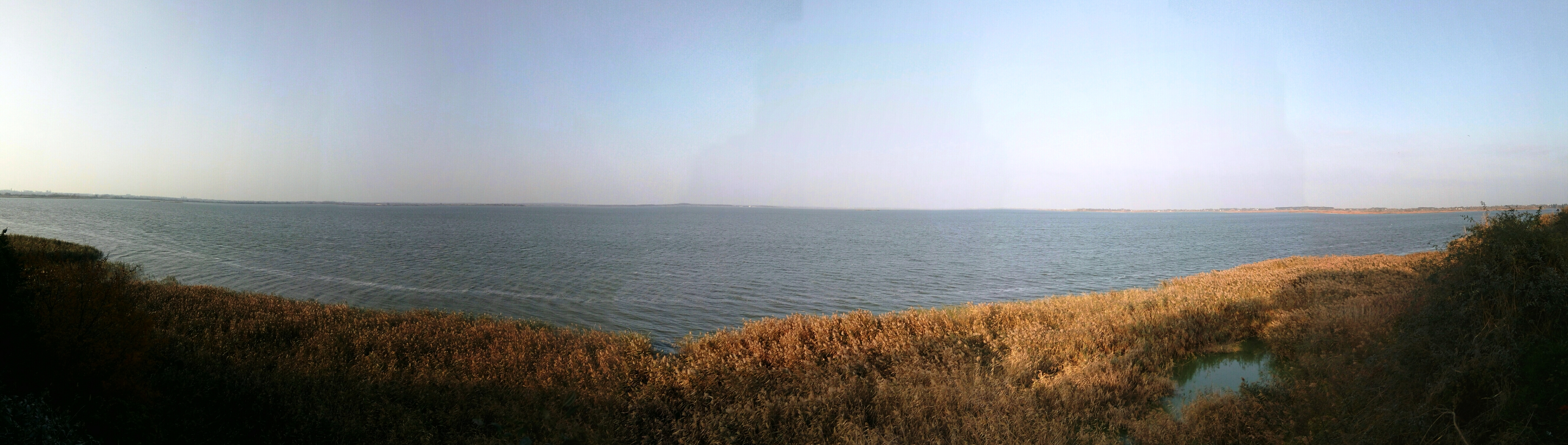
Краєвид на Самарську затоку